# Крутовское сельское поселение (Волгоградская область)
Кру́товское се́льское посе́ление — муниципальное образование в составе Серафимовичского района Волгоградской области.
Административный центр — хутор Крутовский.

## История
Крутовское сельское поселение образовано 24 декабря 2004 года в соответствии с Законом Волгоградской области № 979-ОД.

## Население
| 2010 | 2012 | 2013 | 2014 | 2015 | 2016 | 2017 |
| ---- | ---- | ---- | ---- | ---- | ---- | ---- |
| 707  | ↗714 | ↘700 | ↘694 | ↘667 | ↘651 | ↗660 |
| 2018 | 2019 | 2020 | 2021 |      |      |      |
| ↘646 | ↘615 | ↘607 | ↘606 |      |      |      |

## Состав сельского поселения
| № | Населённый пункт | Тип населённого пункта        | Население |
| - | ---------------- | ----------------------------- | --------- |
| 1 | Крутовский       | хутор, административный центр | 521       |
| 2 | Тюковной         | хутор                         | 158       |
| 3 | Ягодный          | хутор                         | 28        |